# Futbol Club Barcelona Bàsquet 1989-1990
Questa voce raccoglie le informazioni riguardanti il Futbol Club Barcelona Bàsquet nelle competizioni ufficiali della stagione 1989-1990.

## Stagione
La stagione 1989-1990 del Futbol Club Barcelona Bàsquet è la 32ª nel massimo campionato spagnolo di pallacanestro, la Liga ACB.
Partecipò alla Liga ACB arrivando al 3º posto nella classifica finale del gruppo A1. Nella seconda fase arrivò al primo posto del gruppo I. Nei play-off vinse nei quarti di finale con il Granollers (2-0), in semifinale con l'Estudiantes Madrid (3-0), vincendo poi il titolo battendo in finale il Joventut Badalona (3-0).

## Roster
Aggiornato al 11 dicembre 2020.
| FC Barcelona Regal 1989-90 | FC Barcelona Regal 1989-90 |
| Giocatori                  | Staff tecnico              |
| -------------------------- | -------------------------- |

| N. | Naz.                                       | Ruolo | Nome                          | Anno | Alt.   | Peso   |  |
| -- | ------------------------------------------ | ----- | ----------------------------- | ---- | ------ | ------ |  |
| 4  | Spagna (bandiera)                          | AG    | Andrés Jiménez                | 1962 | 205 cm | 91 kg  |  |
| 5  | Spagna (bandiera)                          | P     | Joaquim Costa                 | 1957 | 184 cm | 89 kg  |  |
| 6  | Spagna (bandiera)                          | A     | Xavier Marín                  | 1971 | 198 cm |        |  |
| 6  | Spagna (bandiera)                          | C     | Xavi Ruiz                     | 1970 | 208 cm |        |  |
| 7  | Spagna (bandiera)                          | P     | Ignacio Solozábal             | 1958 | 185 cm | 80 kg  |  |
| 8  | Stati Uniti (bandiera) · Spagna (bandiera) | C     | Steve Trumbo                  | 1960 | 206 cm |        |  |
| 8  | Spagna (bandiera)                          | A     | Claudi Martínez               | 1971 | 198 cm |        |  |
| 9  | Spagna (bandiera)                          | C     | Arturo Llopis                 | 1971 | 206 cm | 103 kg |  |
| 10 | Stati Uniti (bandiera)                     | AC    | David Wood                    | 1964 | 205 cm | 103 kg |  |
| 11 | Stati Uniti (bandiera)                     | AP    | Paul Thompson                 | 1961 | 197 cm | 95 kg  |  |
| 11 | Spagna (bandiera)                          | A     | Lisard González               | 1971 | 199 cm |        |  |
| 12 | Spagna (bandiera)                          | AG    | Xavi Crespo                   | 1966 | 201 cm |        |  |
| 13 | Spagna (bandiera)                          | C     | Ferrán Martínez               | 1968 | 212 cm | 118 kg |  |
| 14 | Stati Uniti (bandiera)                     | C     | Audie Norris                  | 1960 | 206 cm | 104 kg |  |
| 15 | Spagna (bandiera)                          | GA    | Juan Antonio San Epifanio (C) | 1959 | 198 cm | 89 kg  |  |

| Allenatore                                                           |
| - Aíto García Reneses                                                |
| Assistente/i                                                         |
| - Manolo Flores Legenda - (C) Capitano - (IN) Inattivo - Infortunato |

## Mercato

### Sessione estiva
| Acquisti | Acquisti        | Acquisti       | Acquisti   | Acquisti |
| R.a      | Nome            | da             | Modalità   |          |
| -------- | --------------- | -------------- | ---------- | -------- |
| AP       | Paul Thompson   | EBBC Den Bosch | definitivo |          |
| C        | Ferrán Martínez | Espanyol       | definitivo |          |

| Cessioni | Cessioni          | Cessioni         | Cessioni       | Cessioni |
| R.       | Nome              | a                | Modalità       |          |
| -------- | ----------------- | ---------------- | -------------- | -------- |
| AG       | Santi Abad        | Espanyol         | fine contratto |          |
| P        | Chus Bueno        | Collado Villalba | fine contratto |          |
| P        | Jordi Soler       | Manresa          | fine contratto |          |
| C        | Granville Waiters | Caja Bilbao      | fine contratto |          |
| A        | Chicho Sibilio    | Saski Baskonia   | fine contratto |          |

### Dopo l'inizio della stagione
| Acquisti | Acquisti   | Acquisti   | Acquisti      | Acquisti   |
| R.       | Nome       | da         | Data          | Modalità   |
| -------- | ---------- | ---------- | ------------- | ---------- |
| AC       | David Wood | Free agent | novembre 1989 | definitivo |

| Cessioni | Cessioni      | Cessioni   | Cessioni      | Cessioni    |
| R.       | Nome          | a          | Data          | Modalità    |
| -------- | ------------- | ---------- | ------------- | ----------- |
| AP       | Paul Thompson | Free agent | dicembre 1989 | rescissione |